# Christometra
Christometra is een geslacht van wantsen uit de familie van de waterlopers (Hydrometridae). Het geslacht werd voor het eerst wetenschappelijk beschreven door Pêgas in Leal & Damgaard.

## Soorten
Het genus bevat de volgende soort:

- Christometra paradoxa Pêgas, Leal & Damgaard, 2017